# Adolf Mittag
Johann Karl Adolf Mittag (* 22. September 1833 in Magdeburg; † 14. August 1920 in Leipzig) war ein deutscher Unternehmer und Mäzen.

## Leben

### Ausbildung
Adolf Mittag war ein Sohn des Kaufmanns Heinrich Mittag und dessen Ehefrau Henriette. Die Eltern betrieben unter der Firma Heinrich Mittag im Haus Alten Markt 30 ein Geschäft für den Einzel- und Großhandel mit Posamenten. Zunächst besuchte er eine Schule in Magdeburg und später die Handelsschule in Gnadau. Er absolvierte dann eine kaufmännische Lehre bei dem Unternehmen Ludwig Gerber in Leipzig, die er 1853 abschloss. Es schloss sich eine Anstellung bei seinem Ausbildungsbetrieb und ein Studienaufenthalt in Wien an.

### Wirtschaftliches Engagement
Nach Magdeburg zurückgekehrt, arbeitete er im elterlichen Handelshaus, das nach dem Tod des Vaters 1847 durch Henriette Mittag geführt wurde.

„Über das Familienunternehmen Mittag erfahren wir in einem Zeitungsausschnitt: ‚Nach dem Tod des Joh. Ernst Heinrich Mittag führte dessen Witwe, Henriette, das Detailgeschäft mit den Söhnen weiter. In der Familie galt wie beim Militär das Wort: „Erst die Pflicht, dann die Familie“. Es begann nun die Zeit des schwer errungenen Aufschwungs. Aus dem Detailgeschäft wurde nach und nach ein Engrosgeschäft mit Detailverkauf. Heinrich und Adolf waren jede Woche von Montag bis Freitag auf der Reise, während die Mutter mitt der einen Schwiegertochter das Geschäft leitete. Die zweite Schwiegertochter führte den Haushalt für alle drei Familien und das Personal gemeinsam.“

Adolf Mittags Art wird als offen und kontaktfreudig beschrieben, was ihm auf häufiger für das Unternehmen erforderlichen Geschäftsreisen erfolgreich machte. Gemeinsam mit seinem Bruder Heinrich Mittag war er ab 1860 Inhaber des Unternehmens. Der zunehmende geschäftliche Erfolg führte 1868 zum Ankauf des ehemaligen Brauhauses Preußischer Hof (Breiter Weg 155). Hierzu gehörten auch die Häuser Weinfaßstraße 1 und 2. Später wurden auch noch die Häuser Weinfaßstraße 3 und 4 hinzugekauft. 1869 zog das Unternehmen an die neue Adresse. Der Einzelhandel wurde eingestellt und allein auf den Großhandel gesetzt. 1888 schieden Adolf und Heinrich aus dem Unternehmen aus, das vom jüngeren Bruder Louis Mittag weitergeführt wurde.

### Familie
Am 1. November 1857 heiratete Adolf Mittag in Leipzig die zwanzigjährige Maria Christiana Felsche, Tochter des Leipziger Stadtrats und Schokoladenfabrikanten Wilhelm Felsche. Obwohl die Ehe über 50 Jahre bestand, blieb das Paar kinderlos. Auf dem Grundstück Zollstraße 16/17 im Magdeburger Stadtteil Werder baute das Ehepaar eine Villa, die im August 2008 abgerissen wurde.

Mittag-Villa an der Zollstraße, 2007
Gartenhaus der Mittag-Villa, 2007

### Mäzenatentum
Adolf Mittag, der durch seine Geschäfte zu erheblichen Wohlstand gekommen war, interessierte sich sehr für die Geschicke seiner Heimatstadt Magdeburg. Bereits seit 1880 gehörte er der städtischen Kommission für Gartengestaltung an. Zur Verschönerung des Rotehornparks schenkte er der Stadt die beträchtliche Summe von 50.000 Mark. Der Betrag diente in den Jahren 1906 bis 1908 zur Anlage des im Park befindlichen Sees, der seitdem den Namen Adolf-Mittag-See trägt. Die im See befindliche Insel wurde zum Gedenken an seine 1908 gestorbene Ehefrau Maria Mittag Marieninsel genannt.
Mittag war auch Kirchenältester der Deutsch-Reformierten-Gemeinde Magdeburgs. Für die Gestaltung des Nordfriedhofs spendete er weitere 30.000 Mark.
Adolf Mittag war darüber hinaus auch begeisterter Radfahrer und gehörte zu den ersten Hochradfahrern der Stadt. Er war Mitglied des Radfahr- bzw. Radwegevereins der Stadt, der sich für den Bau und die Erhaltung von Radwegen einsetzte und eigene Vereinswege erstellte. Auch hier engagierte sich Adolf Mittag finanziell. Zeitweise gab es nördlich der Stadt an einem Radweg eine Schutzhütte Adolf Mittag.
Seine offene Art und sein uneigennütziges Engagement machten ihn zu einem bekannten Magdeburger Original und brachten ihm dem Spitznamen Onkel Adolf ein.